# Comuna Dieci, Arad
Dieci (în maghiară: Décse) este o comună în județul Arad, Crișana, România, formată din satele Cociuba, Crocna, Dieci (reședința), Revetiș și Roșia.

## Demografie
Componența etnică a comunei Dieci
     Români (90,27%)
     Romi (4,25%)
     Alte etnii (0,5%)
     Necunoscută (4,97%)
Componența confesională a comunei Dieci
     Ortodocși (80,55%)
     Penticostali (7,85%)
     Baptiști (5,55%)
     Alte religii (0,94%)
     Necunoscută (5,12%)
Conform recensământului efectuat în 2021, populația comunei Dieci se ridică la 1.388 de locuitori, în scădere față de recensământul anterior din 2011, când fuseseră înregistrați 1.490 de locuitori. Majoritatea locuitorilor sunt români (90,27%), cu o minoritate de romi (4,25%), iar pentru 4,97% nu se cunoaște apartenența etnică. Din punct de vedere confesional, majoritatea locuitorilor sunt ortodocși (80,55%), cu minorități de penticostali (7,85%) și baptiști (5,55%), iar pentru 5,12% nu se cunoaște apartenența confesională.

## Politică și administrație
Comuna Dieci este administrată de un primar și un consiliu local compus din 9 consilieri. Primarul, Ștefan Petru Galea[*], de la Partidul Național Liberal, este în funcție din 1 noiembrie 2024. Începând cu alegerile locale din 2024, consiliul local are următoarea componență pe partide politice:
|  | Partid                          | Consilieri | Componența Consiliului | Componența Consiliului | Componența Consiliului | Componența Consiliului | Componența Consiliului |
|  | ------------------------------- | ---------- | ---------------------- | ---------------------- | ---------------------- | ---------------------- | ---------------------- |
|  | Partidul Național Liberal       | 5          |                        |                        |                        |                        |                        |
|  | Partidul Social Democrat        | 2          |                        |                        |                        |                        |                        |
|  | Alianța pentru Unirea Românilor | 1          |                        |                        |                        |                        |                        |
|  | Uniunea Salvați România         | 1          |                        |                        |                        |                        |                        |

## Atracții turistice
- Muzeul etnografic din satul Revetiș